# Lista revistelor auto
Aceasta este o listă cu reviste auto notabile din România.

## În prezent

### 4x4adventure.ro
- 4×4 adventure[1]

### Audienta Generala AG
- Auto Bild România[2]
- Next Auto[3]
- Truck Power[4]

### Auto Pro România
- 4x4 Crossover Lifestyle Magazine[5]
- AUTOpro[6]

### AutoExpert Media
- Auto Motor și Sport[7]
- AutoExpert[8]
- AutoExpert 4×4[9]
- AutoExpert Catalog SUV&4×4[9]
- AutoExpert Catalog e-Mobilitate[10]
- AutoExpert ECO[11]
- AutoExpert EXTRA[12]
- AutoExpert Ghidul Propulsiilor Alternative[13]
- AutoExpert JUNIOR[14]
- Cargo & Bus[15]
- Flote Auto[16]
- KM0 – Ghidul Șoferului Începător[17]
- MotorClasic & youngtimer[18]
- MotorXpert[19]
- YachtExpert[20]

### Automobil Clubului Român
- Autoturism[21]

### City Publishing
- BBC Top Gear România[22]

### MediaWheels
- 4x4Wheels[23]
- EcoWheels[23]
- RacingWheels[23]

### Registrul Auto Român
- Auto Test[24]

## În trecut
- 4WDRIVE Magazine
- AUTOspot[25]
- Adevărul Auto[26]
- Autocar România
- Automondial
- Autoshow
- Cox Tuning & Sound
- Motor Magazin
- ProMotor
- Quattroruote România
- Supercar
- What Car? România